# Willi Steputat
Willi Steputat (* 28. Oktober 1888 in Berlin; † 23. September 1946 ebenda) war ein deutscher Ringer, Olympiateilnehmer 1912 und Sportfunktionär.

## Ringerlaufbahn
Willi Steputat wuchs in Berlin auf und wurde als Jugendlicher Mitglied des Ringerclubs SC Heros Berlin. Wie damals üblich, rang er ausschließlich im griechisch-römischen Stil. Ob er vor dem I. Weltkrieg an einer deutschen Meisterschaft teilnahm, ist nicht bekannt. 1911 startete er bei der inoffiziellen Weltmeisterschaft in Dresden in der Gewichtsklasse bis 70 kg Körpergewicht. Seine einzelnen Ergebnisse bei dieser Meisterschaft sind nicht bekannt, er taucht aber in der Siegerliste dieser Gewichtsklasse nicht auf.
1912 qualifizierte er sich für die Teilnahme an den Olympischen Spielen in Stockholm. Er startete dort im Mittelgewicht (damals bis 75 kg Körpergewicht). Er verlor seinen ersten Kampf gegen Conrad Åberg aus Finnland, hatte in der 2. Runde Freilos und verlor in der 3. Runde gegen Andrea Gargano aus Italien, womit er ausschied. Ab der 4. Runde waren bei diesem Turnier noch 18 Ringer im Einsatz. Willi Steputat kann deshalb auf dem 19. Platz einrangiert werden.
Nach dem I. Weltkrieg startete Willi Steputat bei den deutschen Meisterschaften der Jahre 1921, 1922 und 1923. 1921 wurde er im Leichtgewicht hinter Bruno Heckel aus Auerbach deutscher Vizemeister, 1922 kam er in der gleichen Gewichtsklasse auf den 6. Platz und 1923 wurde er deutscher Meister im Leichtgewicht vor Alfred Stuwe aus Berlin und Josef Sürth aus Köln. Bei internationalen Meisterschaften war er nicht mehr am Start. 1920 und 1924 war Deutschland von der Teilnahme bei den Olympischen Spielen von den „Entente“-Mächten ausgeschlossen.

## Funktionär-Laufbahn
1926 übernahm Willi Steputat das Amt des Sportwarts im DASV von 1893 für die Ringersparte. Dieses Amt behielt er mit kurzen Unterbrechungen bis 1940. Er wirkte deshalb an entscheidender Stelle für die Entwicklung des Ringens in Deutschland mit. 1928 und 1932 war er Mannschaftsführer des deutschen Ringerteams bei den Olympischen Spielen in Amsterdam und Los Angeles. Bei diesen Spielen gewannen Kurt Leucht bzw. Jakob Brendel, beide aus Nürnberg, Goldmedaillen, die einzigen Goldmedaillen, die deutsche Ringer vor dem II. Weltkrieg gewannen. In die Zeit von Willi Steputat als verantwortlicher Sportwart im DASV von 1893 fielen auch die Erfolge so bekannter Ringer wie Kurt Hornfischer, Wolfgang Ehrl, Eduard Sperling, Sebastian Hering, Ludwig Schweickert und Fritz Schäfer und vieler anderer Ringer.
1934 wurde unter der Ägide von Willi Steputat im DASV auch das Freistilringen eingeführt und in diesem Jahr erstmals deutsche Meisterschaften in dieser Stilart durchgeführt. Unterstützt wurde er dabei von dem neuen deutschen Reichstrainer Jean Földeák, während als Reichstrainer für das Ringen im griechisch-römischen Stil zeitweise Fritz Bräun agierte.
1936 fungierte Willi Steputat bei den Olympischen Spielen in Berlin als Kampfrichter.

## Erfolge bei deutschen Meisterschaften
| Jahr | Platz | Gewichtsklasse | Ergebnisse                                                                                              |
| 1921 | 2.    | Leicht         | hinter Bruno Heckel, Auerbach, vor E. Scharmacher, ASV Wilhelmshaven und Philipp Heß, KSV 1884 Mannheim |
| 1922 | 6.    | Leicht         | Sieger: Bruno Heckel vor Jakob Rupp, KSV Oggersheim                                                     |
| 1923 | 1.    | Leicht         | vor Alfred Stuwe, Berlin und Josef Sürth, Köln                                                          |

Erläuterungen
- alle Wettkämpfe im griechisch-römischen Stil
- Leichtgewicht damals bis 67,5 kg Körpergewicht